# Минимализам
Минимализам или минималистичка уметност (1960—1975) је уметнички покрет који одбацује коментарисање друштва, лични израз уметника, наративне елементе или алузије на историју, политику или религију. Базира се на стварању предмета, слика, скулптура и музике чија је вредност искључиво естетског карактера. Минималисти су ограничили своје деловање на манипулацију елементима као што су боја, тонови, облици, линије и текстура. Први који је користио термин минимализам био је критичар Давид Бурлјук у изложбеном каталогу уметника Џона Грахама на изложби слика која је одржана у галерији Даденсајнг у Њујорку, 1929. године. Касније, шездесетих година двадесетог века, то име је добио цели један покрет. Још неки називи за минимализам су: АБЦ уметност и редуктивизам. Овај покрет је резултат реакције на претенциозност апстрактног експресионизма и прима утицаје од поп уметности, кубизма и концептуалне уметности, са главном инспирацијом у руској авангарди, конкретније у супрематизму Казимира Маљевича.
Покрет је настао у САД, а међу главним покретачима истиче се уметник Франк Стела. Његова изложба „Црне слике“ (Black Paintings), приређена 1959. године у Музеју модерне уметности  у Њујорку (енгл. Museum of Modern Art, скр. MoMA), убрзо је постала инспирација многим уметницима, који су почели да напуштају „експресију“. Главни историјски догађај покрета била је изложба, одржана 1966. године у Њујорку, под именом „Основне структуре“ (Primary Structures). 
Прецизност уједно са геометријом и понављајућим декоративним шемама, равним и једнолично обојеним површинама са чистим и немешаним бојама, главне су одлике минимализма. База су геометријске, рационалне шеме, а индустријски материјали се користе за елиминисање трагова „ручног рада“ уметника. Спољашњи изглед предмета је главни естетски квалитет минимализма.
Минимализам жели да посматрач ужива уметничко дело без дистракција композиције, тема и осталих елемената из традиционалне уметности. Материјали и начин на који је дело представљено су уједно и сама његова стварност или тематика, али такође и разлог самог „постојања“. Минимализам не претендује никакву другу симболику осим онога што се може видети у самом делу. Боја се не користи за изражавање осећања него за ограничавање простора. Апстрактни односи између различитих елемената треба да наведу посматрача на размишљање и уједно су и сама срж тематике. Одбацује се идеја из традиционалне уметности, по којој уметност треба да буде лични израз уметника. Иако постоји доста тога емотивног и подсвесног у минимализму, уметник минималиста одбацује осећања као принцип стваралаштва уметничког дела и сматра да је реакција на дело од стране посматрача од примарне и суштинске важности.
Минимализам испитује природу уметности и њено место у друштву. Иако су неки критичари сматрали да је минимализам уметност која ће слабо утицати на даљи развој савремене уметности, не могу се негирати последице и утицаји које је оставила на теорију и праксу „постмодерне“.

## Уметници минималисти
- Карл Андре
- Доналд Џуд
- Кели Елсворт
- Роберт Морис
- Ад Реинхарт
- Роберт Смитсон
- Франк Стела
- Сол Левит
- Валтер де Марија (Walter De Maria)